# نادي الزرقا
نادي الزرقا أو نادي الزرقا الرياضي، تأسس عام 1966 وهو أحد أندية كرة القدم المصرية ومقره في مدينة الزرقا بدمياط . ويلعب حاليا في الدوري المصري الدرجة الثانية. ورئيس النادي الحالي الحج سمير موسى